# Stazione di Barletta Scalo
Stazione di Barletta Scalo vasútállomás Olaszországban, Puglia régióban, Barletta településen.

## Vasútvonalak
Az állomást az alábbi vasútvonalak érintik:
- Bari–Barletta-vasútvonal

## Kapcsolódó állomások
A vasútállomáshoz az alábbi állomások vannak a legközelebb: 
- Stazione di Barletta Centrale (Stazione di Barletta Centrale, Bari–Barletta-vasútvonal)
- Andria railway station (Stazione di Bari Centrale (FT), Bari–Barletta-vasútvonal)